# Coblenza
Coblenza (en alemán: Koblenz, pronunciación: /ˈkoːblɛnt͡s/ⓘ) es una ciudad de Alemania situada a ambos lados del Rin en su confluencia con el río Mosela. Después de Maguncia y Ludwigshafen, es la tercera ciudad más poblada del estado federado de Renania-Palatinado, con 114 052 habitantes en 2020.

## Historia
Su nombre deriva del latín (ad) Confluentes, "confluencia", y era uno de los puestos militares establecidos por Druso el Mayor en el 9 a. C. 
Formó parte del Electorado de Tréveris, durante la guerra de los Treinta Años, fue ocupada por los suecos el 1 de julio de 1632 y tomada por las tropas imperiales el 4 de mayo de 1636. Conquistada por Francia en 1794, fue tomada por las tropas de la Sexta Coalición el 1 de enero de 1814. El Congreso de Viena la situó dentro de Prusia, que la convirtió en la capital del Gran Ducado del Bajo Rin en 1815. 
La ciudad celebró su 2000 aniversario en 1992.

## Geografía

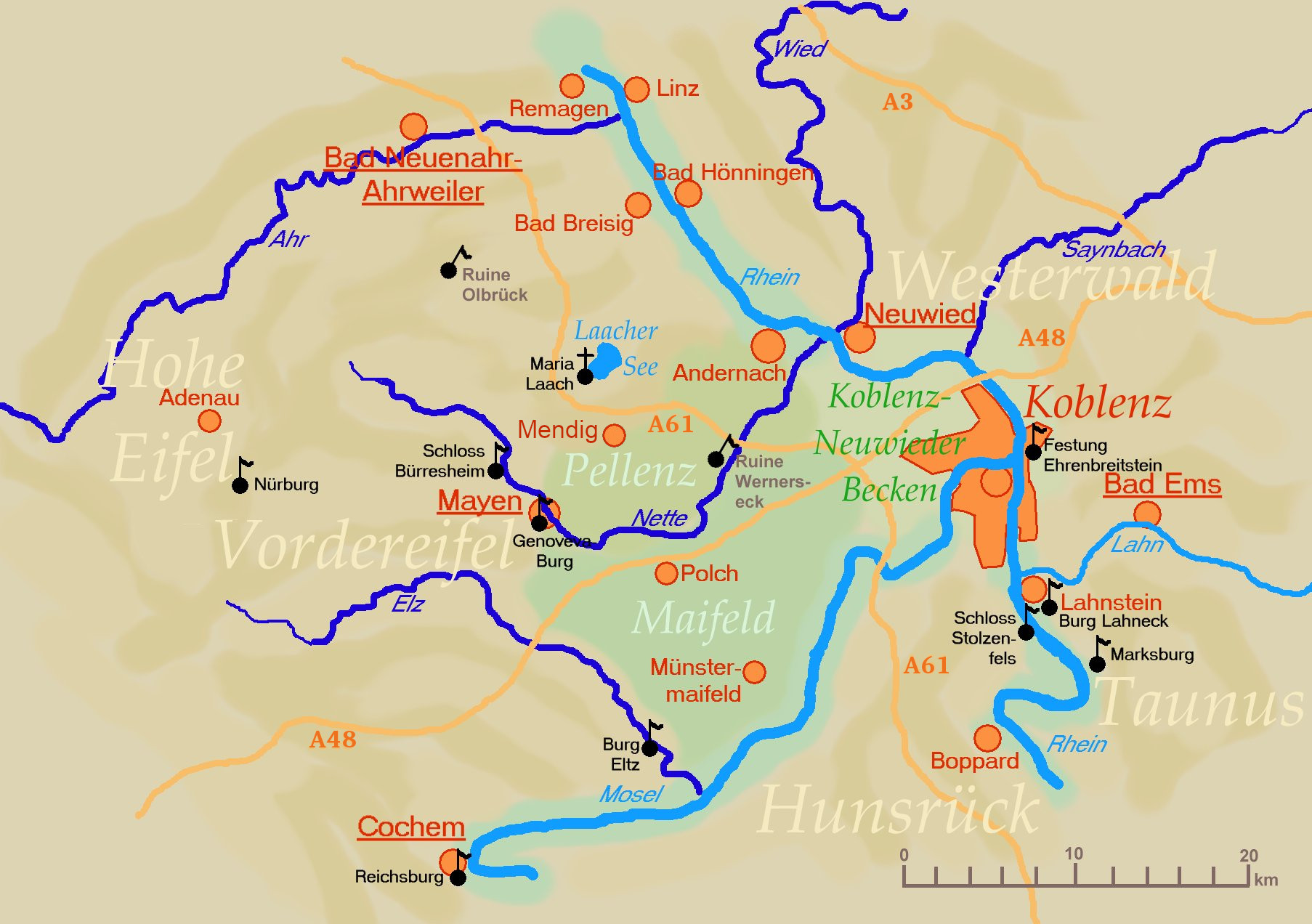
Mapa de la región de Coblenza

Coblenza está a orillas del Rin, a 92 km al sureste de Colonia (Renania del Norte-Westfalia), con una población que ha crecido de 31 669 (1885) y 53 902 (1905) a 106 417 (2010).

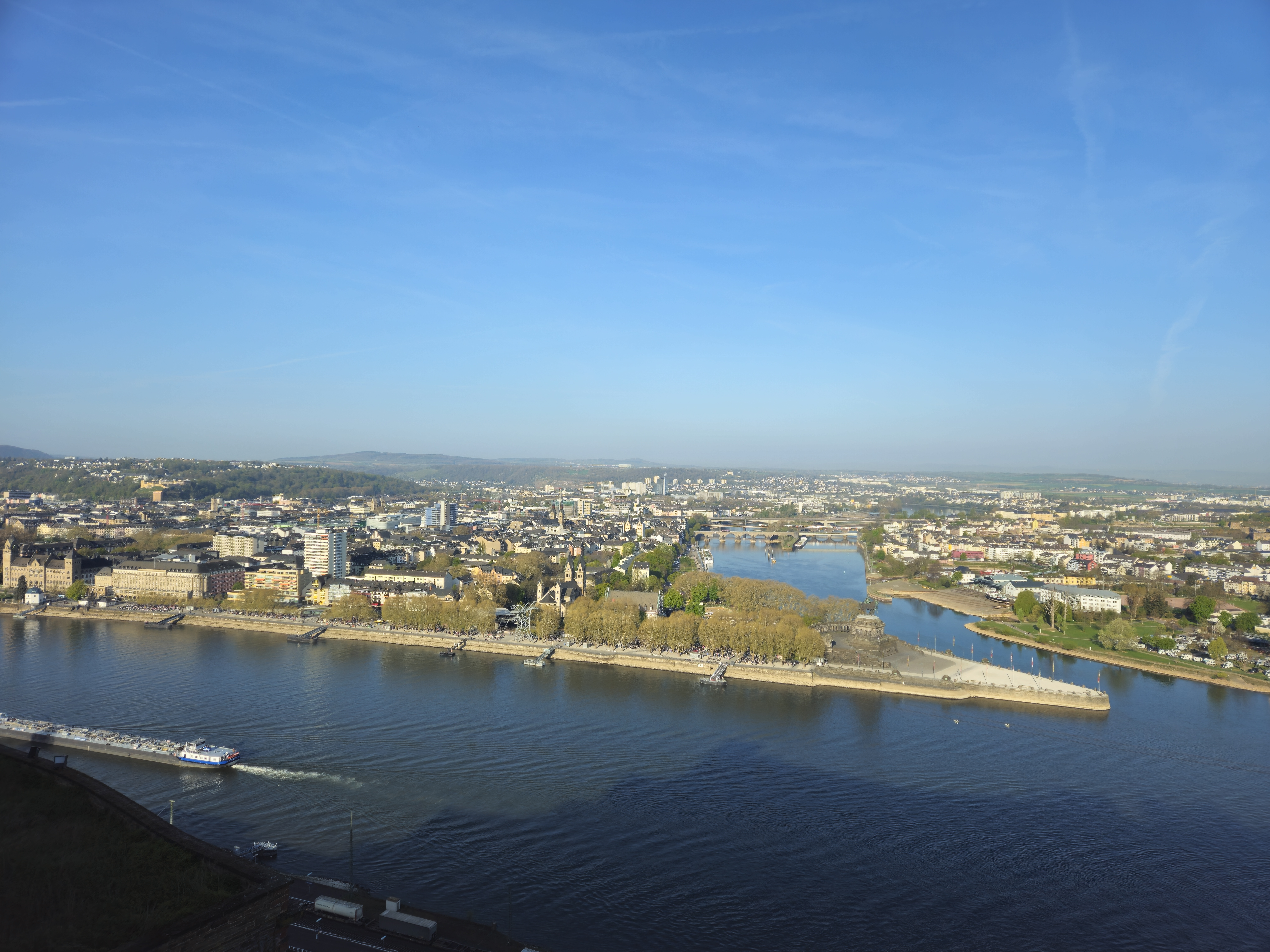
Ciudad vista desde la fortaleza Ehrenbreitstein

Posee unas extensas fortificaciones defensivas, compuestas de fuertes en lo alto de las colinas que circundan la ciudad al oeste, y de la fortaleza de Ehrenbreitstein al lado opuesto del Rin. La ciudad vieja tiene forma triangular, con dos lados flanqueados por los ríos Rin y Mosela y el tercero por una línea de fortificaciones. La última fue destruida en 1890, lo que permitió a la ciudad expandirse en esta dirección. Justo al exterior de las antiguas murallas está la nueva estación de ferrocarril, donde se une la línea de Colonia-Maguncia con la línea Metz-Berlín.

## El monumento del Deutsches Eck
A la Orden Teutónica se le concedió un espacio para fijar su casa de los caballeros alemanes (Deutschherrenhaus) justo en la orilla de ambos ríos, por lo que se le conoció más tarde como Esquina Alemana (Deutsches Eck).
A finales del siglo XIX se construyó un monumento a la gloria del Imperio alemán (recientemente constituido gracias a Otto von Bismarck), cuya pieza central era una escultura ecuestre del emperador Guillermo I de Alemania.
Durante la Segunda Guerra Mundial, la estatua del emperador fue destruida por el ejército estadounidense. La administración francesa de ocupación intentó derruir completamente el monumento y quiso reemplazarlo con uno nuevo.

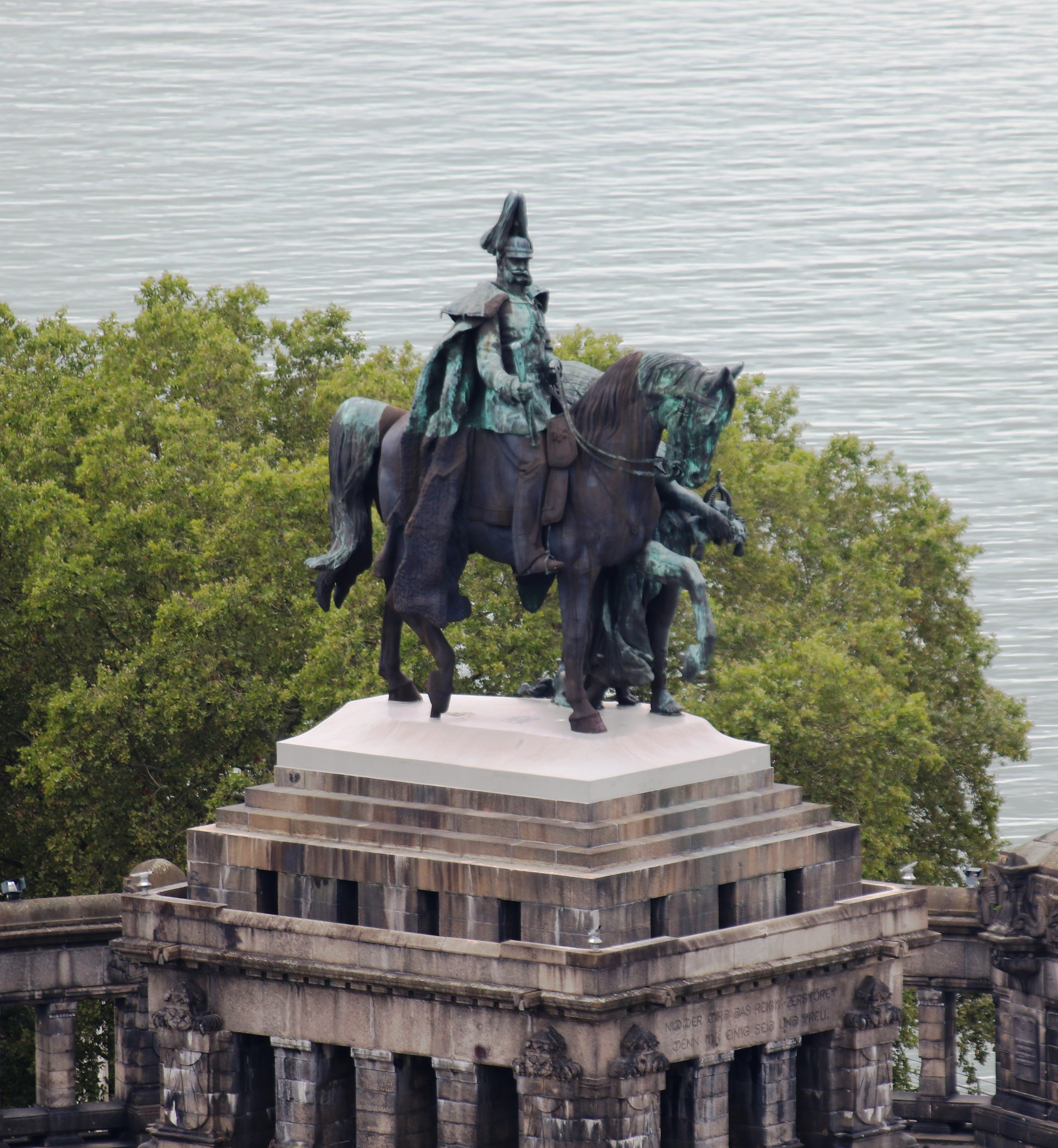
Monumento del emperador Guillermo I en el Deutsches Eck

En 1953, el presidente de la República Federal de Alemania Theodor Heuss dedicó el monumento a la unidad de Alemania, añadiendo símbolos de los otros estados federales del oeste, así como de los perdidos en el este. La bandera de Alemania fue colocada sobre el pedestal que antes portaba el monumento al Emperador. El Sarre fue añadido cuatro años más tarde tras definirse el Estatuto del Sarre. El 3 de octubre de 1990, el mismo día que se unieron los estados de la desaparecida República Democrática Alemana, sus símbolos fueron añadidos al monumento.
Como la reunificación alemana se consideró completada, y las áreas bajo la administración polaca fueron cedidas a Polonia, el monumento perdió su propósito oficial activo, siendo, pues, un recuerdo de la historia pasada. En 1993, la bandera de Alemania fue reemplazada por una copia de la estatua del emperador, donada por una pareja local. Posteriormente se han agregado banderas de diferentes estados de la Unión Europea.

## Lugares y monumentos
La ciudad tiene una gran cantidad de lugares y monumentos notables. 

### Museos
Como ciudad de la Gran Región (incluyendo Renania-Palatinado, Sarre, Lorena, Región Valona y Luxemburgo), Coblenza participó en el programa del Año Europeo de Luxemburgo, Capital europea de la Cultura 2007.
- Museo del valle medio del Rin.
- Casa de la madre de Beethoven
- Museo del Carnaval Renano de Coblenza (en los lugares del fuerte Constantin)
- Museo del Land de Coblenza (en la fortificación de Ehrenbreitstein)
- Museo de la Poste del Rin
- Museo del Rin, museo de Historia de la Civilización y de la Navegación
- Museo del château de Stolzenfels
- Colecciones de Études sur les Techniques de Défense de Coblence
- Ludwig Museum Koblenz  (en la casa Deutschherrenhaus)

### Castillos

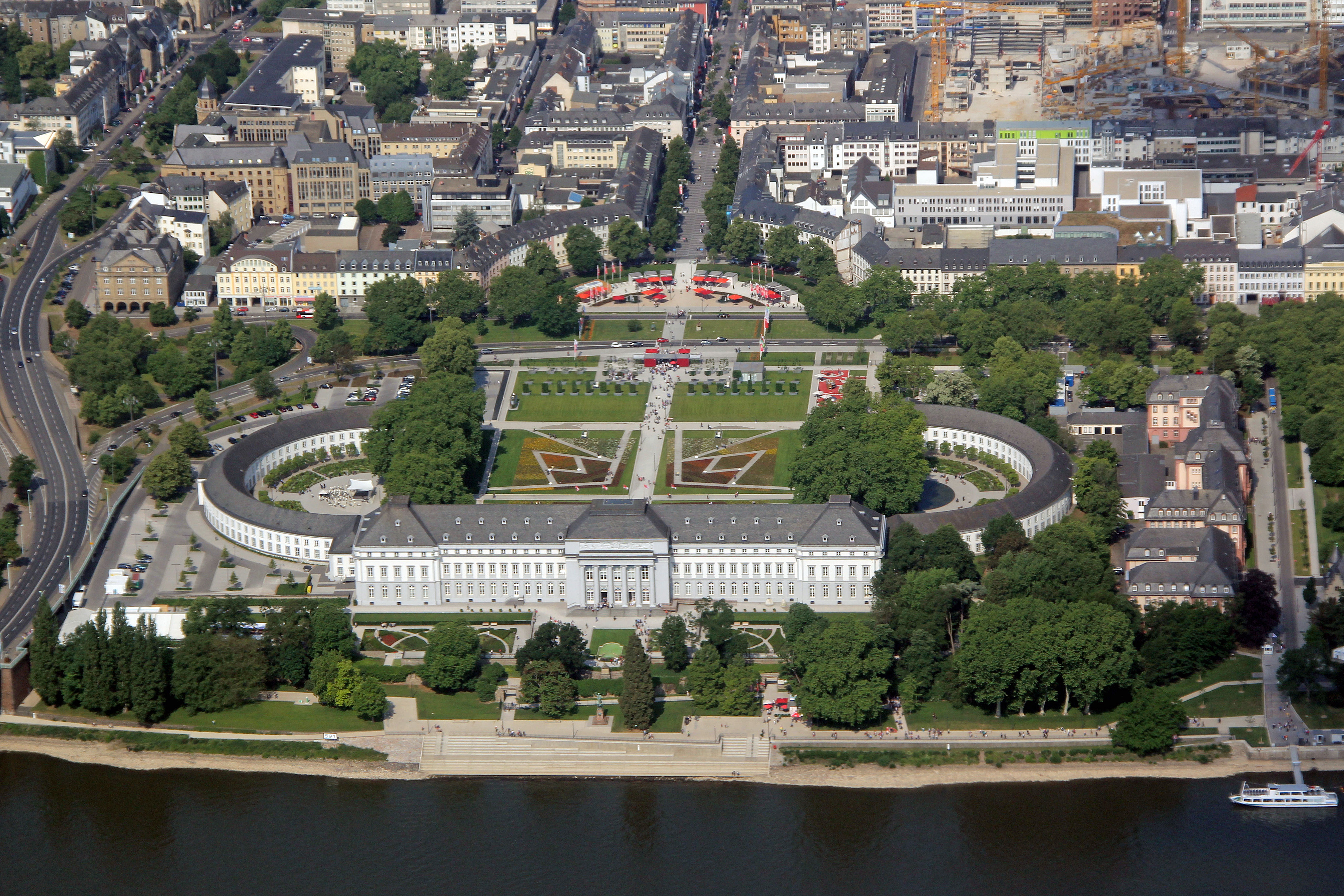
Vista aérea del Castillo de los Príncipes Electores

- Castillo de los Príncipes Electores
- Castillo de Stolzenfels
- Viejo castillo

### Teatros

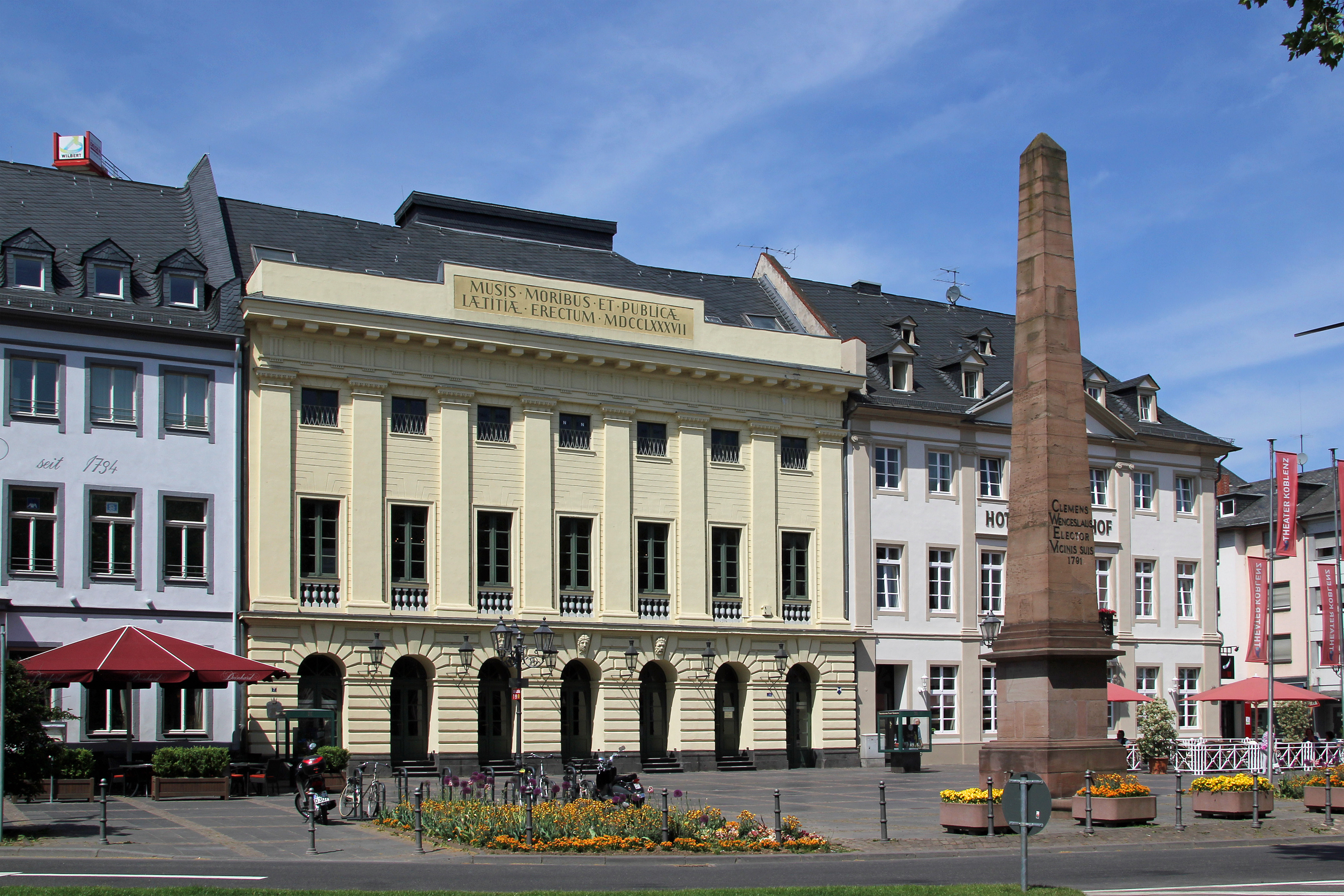
Teatro municipal de Coblenza

- Teatro municipal de Coblenza
- Teatro Íntimo
- Teatro Kulturfabrik
- Maison de Konrad

### Edificios religiosos
- Basílica de San Cástor
- Iglesia de Saint-Florin
- Iglesia de Notre-Dame
- Iglesia de Saint-Joseph
- Iglesia de los jesuitas
- Iglesia del Sacré-Cœur
- Convento de los Capuchinos

### Otros lugares
- Fort Constantin
- Fortaleza de Ehrenbreitstein
- Gran cementerio
- Cementerio judío
- Parc des sports d'Oberwerth
- Maison Metternich

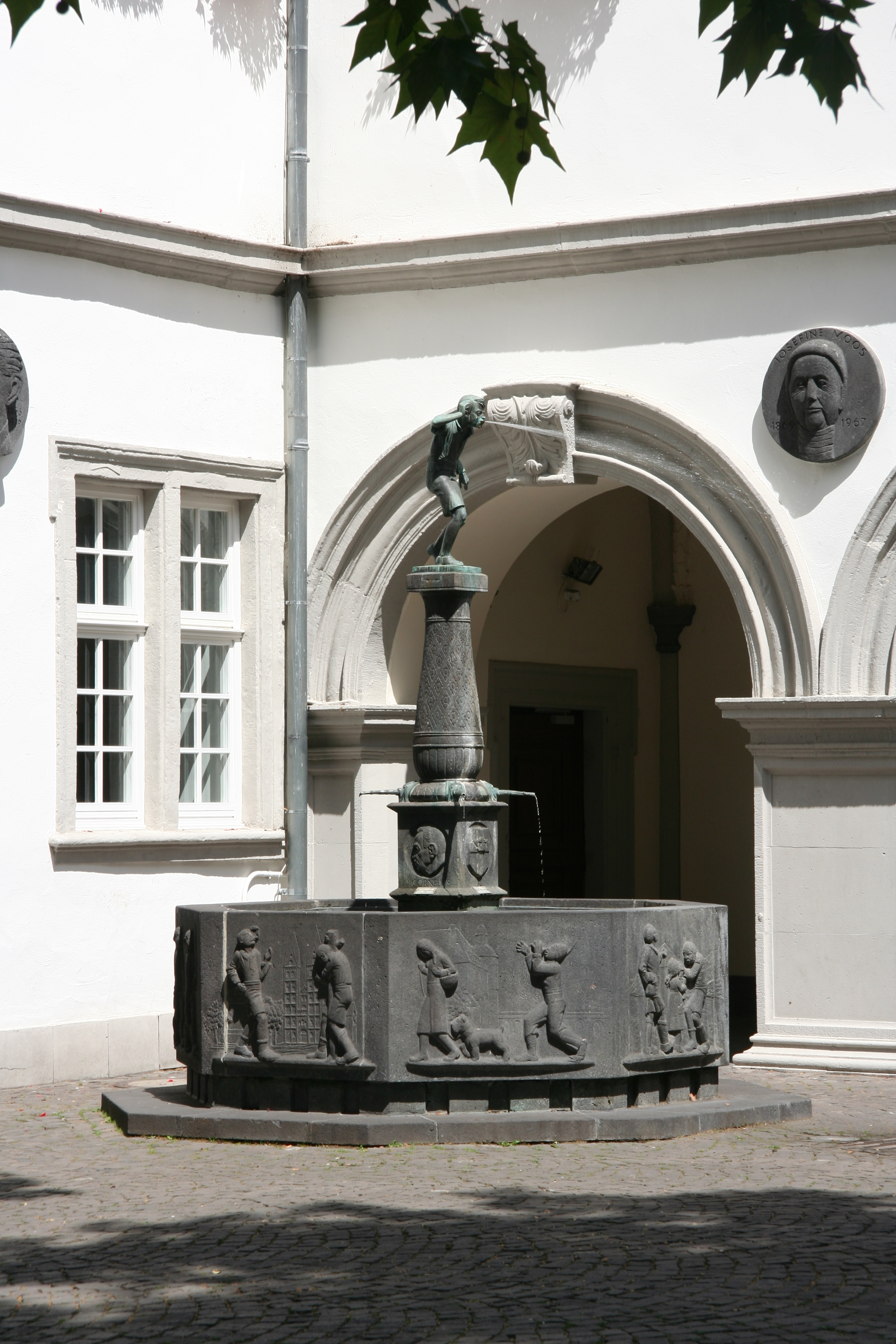
La fuente del Schängel.

- Deutsches Eck, lugar de confluencia entre el Mosela y el Rin
- Puente de Baudouin
- Sede del gobierno de Alto Rin, sede del poder político de la región de la Renania prusiana
- Fuente del  Schängel (situada en el patio del Ayuntamiento y coronada por la estatua de un niño bromeando escupiendo agua).

## Hermanamientos
- Nevers (Francia)
- Haringey (Reino Unido)
- Norwich (Reino Unido)
- Maastricht (Países Bajos)
- Novara (Italia)
- Austin (Estados Unidos)
- Petah Tikva (Israel)